# Julian Cannonball Adderley and Strings
Julian Cannonball Adderley and Strings è il terzo album di Julian Cannonball Adderley, pubblicato dalla EmArcy Records nel 1956.

## Tracce
1. I Cover the Waterfront – 2:27 (J. Green, E. Heyman)
2. A Foggy Day – 2:42 (G. Gershwin, I. Gershwin)
3. The Surrey with the Fringe on Top – 2:33 (O. Hammerstein II, R. Rodgers)
4. Two Sleepy People – 3:01 (Hoagy Carmichael, Frank Loesser)
5. I'll Never Stop Loving You – 2:41 (N. Brodszky, S. Cahn)
6. The Masquerade Is Over – 3:11 (H. Magidson, A. Wrubel)
7. I've Never Been in Love Before – 2:20 (F. Loesser)
8. Lonely Dreams – 2:30 (T. Gibbs)
9. Falling in Love with Love – 2:33 (L. Hart, R. Rodgers)
10. Street of Dreams – 2:14 (S. M. Lewis, V. Young)
11. Polka Dots and Moonbeams – 3:04 (J. Burke, J. Van Heusen)
12. You Are Too Beautiful – 2:55 (L. Hart, R. Rodgers)

## Musicisti
- Julian Cannonball Adderley - sassofono alto
- Richard Hayman - direttore d'orchestra
- Personale d'orchestra non conosciuto.